# ハイダト
ハイダト (英語: hidato,は、イスラエルの数学者、ギョラ・ベネデク博士が発明したロジックパズルゲーム。
縦、横、斜めに数字を繋げ、マスを埋めていく。

## パズルの説明
ハイダト では、マスを使う。通常は数独やカックロのように四角であるが、ハート、骸骨などといった不規則なマスの場合もある。
また、CDのように真ん中に穴が開いているものもあるが、これも全体で1つのパズルである。
縦、横、ななめに数字を繋げていくゲームである。
どの ハイダト パズルでも、最小と最大の数字がすでにマスに入っている。
また、プレイヤーがパズルを解くヒントとなる数字(最小と最大の数字の間で)が、ほかにもいくつか入っている。
注意：最小、最大の数字がマスにすでに入っているという条件は変わることがあります。
最小、最大の数字は与えられるが、どのマスに入るかはわからない。(もちろん、これらの数字の差は、マス目の数マイナス1でなければならない)
これにより、パズルの難易度がとても高くなります。
どの ハイダト パズルも、それぞれ解き方は異なる。
そして、簡単なロジック(それ以上でもそれ以下でもない)でパズルを解くことができるようになっているが、マス目が少ないものでも、とても難しいHidato(ハイダト)パズルもある。
ハイダトパズルは、デイリーメールやデトロイト・フリー・プレスなどといった新聞に掲載されている。

## パズルを解くテクニック
どのロジックパズルでも、各マスに入る数字の可能性を分析するということがテクニックの基本である。
あるマスに入る可能性のある数字が1つしかない場合 や、ある数字が1つのマスにしか入れられない場合 には、これが間違いなくパズルを解く鍵になる。
数字は必ず上に繋がっていく(または下に繋がる)というわけではない。
点在しているピースから数字を繋げていき、部分ごとに完成するものもある。
難しいHidato(ハイダト)パズルを解くには、数独で言うところの、様々な連鎖パターンなどといった色々なテクニックを使うことが鍵となる。　